# 土橋登志久
土橋 登志久（つちはし としひさ、1966年10月18日 - ）は、元男子テニス選手。早稲田大学教育学部卒。現在は早稲田大学庭球部総監督。自己最高世界ランキングはシングルス359位（1988年5月）。

## 略歴
鹿児島県鹿児島市出身。
柳川高校では1年でインターハイシングルス優勝。早稲田大学進学後、史上初となるインカレシングルス4連覇の偉業を成し遂げ、国内ランキングで自身最高の2位、ATPランキング359位に着けた。ソウルオリンピックやデビスカップの代表にも選ばれる。
卒業後も1990年全日本室内選手権シングルス優勝など活躍。 
現役引退後は早稲田大学の監督に就任するとともに、WOWOWのテニス解説も務める。
2015年11月7日、フェドカップ日本代表監督に就任した。
2018年3月15日、日本テニス協会強化本部長に就任